# 인어전설
"인어전설"은 2018년 개봉한 대한민국의 영화이다.

## 캐스팅
- 전혜빈 : 영주 역
- 문희경 : 옥자 역
- 이경준 : 이장 역
- 하성민 : 석민 역
- 강래연 : 가연 역
- 김난희 : 순덕네 역
- 허정옥 : 춘자엄마 역
- 김영희 : 똥깅이할망 역
- 성민철 : 똥깅이 역
- 조은 : 춘자 역
- 문석범 : 하르방 역
- 김동호 : 이장아버지 역
- 연준 : 만수 역
- 이경진 : 상길 / 순덕남편 역
- 최희열 : 정석 / 영주남편 역
- 김하음 : 현지 역
- 강륜석 : 낚시꾼 역
- 박서하 : 만수애인 역
- 윤주아 : 복쟁이 역
- 안혜경 : 수영협회장 역
- 정인기 : 수영협회 사무장 역 (특별출연)

## 같이 보기
- 2018년 대한민국의 영화 목록